# 康安
康安（）は、日本の南北朝時代の元号の一つ。北朝方にて使用された。延文の後、貞治の前。1361年から1362年までの期間を指す。この時代の天皇は、北朝方が後光厳天皇。南朝方が後村上天皇。室町幕府将軍は足利義詮。

## 改元
- 延文6年3月29日（ユリウス暦1361年5月4日） 改元
- 康安2年9月23日（ユリウス暦1362年10月11日） 貞治に改元

『太平記』（巻36）によれば、改元の日の夜、京都で大火があり改元に批判の声が高まったが、室町幕府の強硬な主張で改元がそのまま実施されたという。

## 康安期におきた出来事
元年
- 6月、斯波氏経が九州探題となる。
- 6月24日、康安地震。『太平記』などに記述された大地震。南海トラフの巨大地震と推定される。
- 8月、菊池武光が筑前国で少弐冬資らを撃破し、大宰府で南朝の懐良親王を迎える。
- 10月、室町幕府執事（管領）であった細川清氏が失脚して南朝に降伏する。
- 11月、畠山国清が鎌倉公方の足利基氏と対立し、伊豆国へ逃れる。
- 12月、細川清氏や楠木正儀らが京都へ侵攻し、一時的に占領する。

2年
- 7月、南朝に降った細川清氏が讃岐国（香川県）で戦死する。斯波義将が管領に就任する。
- 9月、伊豆へ追われた畠山国清が降伏する。

## 西暦との対照表
※は小の月を示す。
| 康安元年（辛丑） | 一月      | 二月※ | 三月※ | 四月  | 五月※ | 六月  | 七月※ | 八月  | 九月 | 十月※ | 十一月 | 十二月 |
| 正平十六年       | 一月      | 二月※ | 三月※ | 四月  | 五月※ | 六月  | 七月※ | 八月  | 九月 | 十月※ | 十一月 | 十二月 |
| ---------------- | --------- | ----- | ----- | ----- | ----- | ----- | ----- | ----- | ---- | ----- | ------ | ------ |
| ユリウス暦       | 1361/2/6  | 3/8   | 4/6   | 5/5   | 6/4   | 7/3   | 8/2   | 8/31  | 9/30 | 10/30 | 11/28  | 12/28  |
| 康安二年（壬寅） | 一月※     | 二月  | 三月※ | 四月※ | 五月  | 六月※ | 七月  | 八月※ | 九月 | 十月※ | 十一月 | 十二月 |
| 正平十七年       | 一月※     | 二月  | 三月※ | 四月※ | 五月  | 六月※ | 七月  | 八月※ | 九月 | 十月※ | 十一月 | 十二月 |
| ユリウス暦       | 1362/1/27 | 2/25  | 3/27  | 4/25  | 5/24  | 6/23  | 7/22  | 8/21  | 9/19 | 10/19 | 11/17  | 12/17  |